# منتوا (آلاباما)
منتوا (به انگلیسی: Mantua) یک منطقهٔ مسکونی در ایالات متحده آمریکا است که در شهرستان گرین، آلاباما واقع شده‌است. منتوا ۷۴٫۹۸ متر بالاتر از سطح دریا واقع شده‌است.